# Вальтурнанш
Вальтурнанш (фр. Valtournenche) — коммуна в Италии, располагается в автономном регионе Валле-д’Аоста.
Население составляет 2211 человек (2008 г.), плотность населения составляет 19 чел./км². Занимает площадь 115 км². Почтовый индекс — 11028. Телефонный код — 0166.
Покровителем коммуны почитается святой Антоний Великий, празднование 17 января.

## Демография
Динамика населения:

## Известные уроженцы, жители
Антуан Эрен — итальянский лыжник, участник летних Олимпийских игр 1924 года.

## Галерея

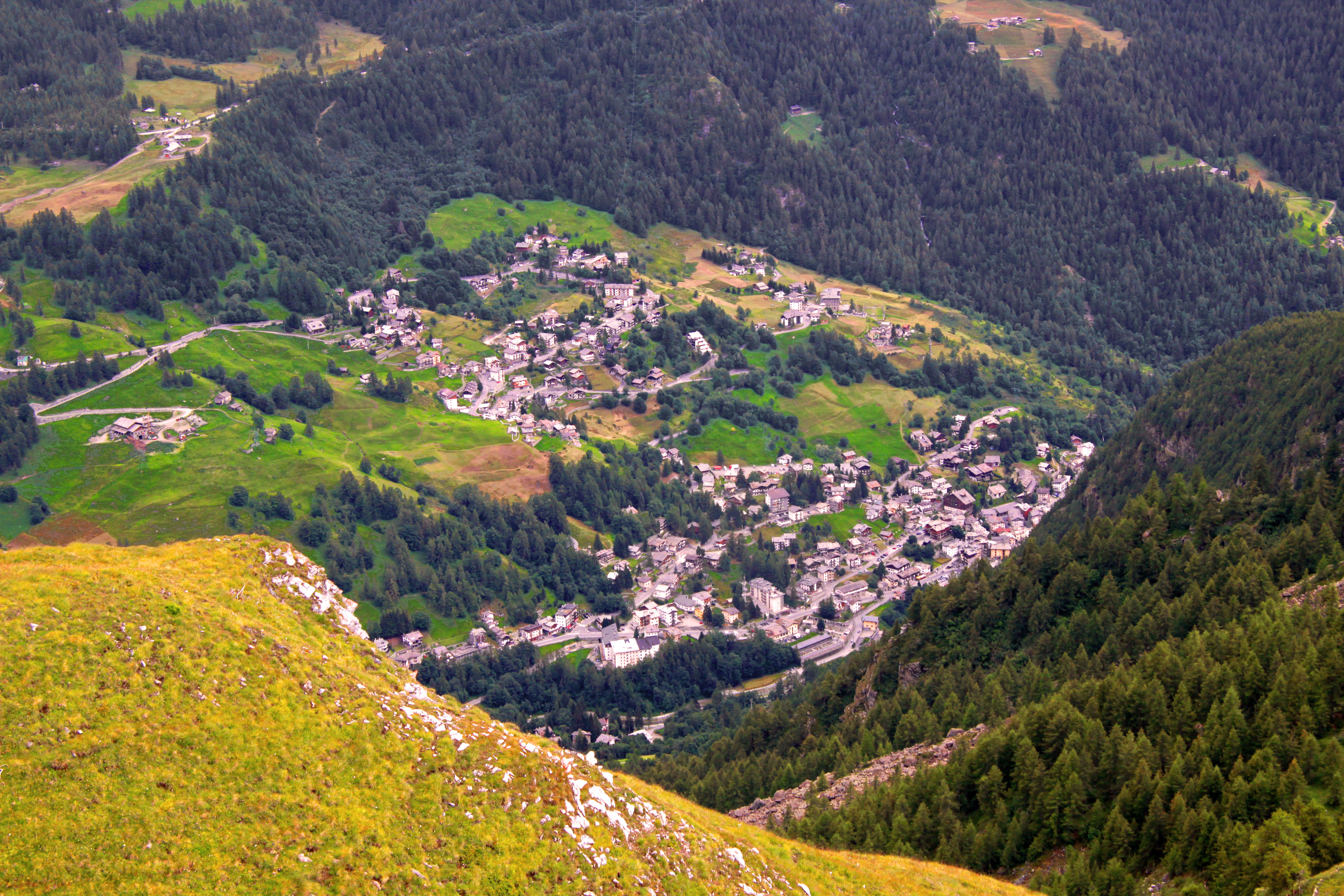
Вид на Пакье (фр. Pâquier) с птичьего полета.
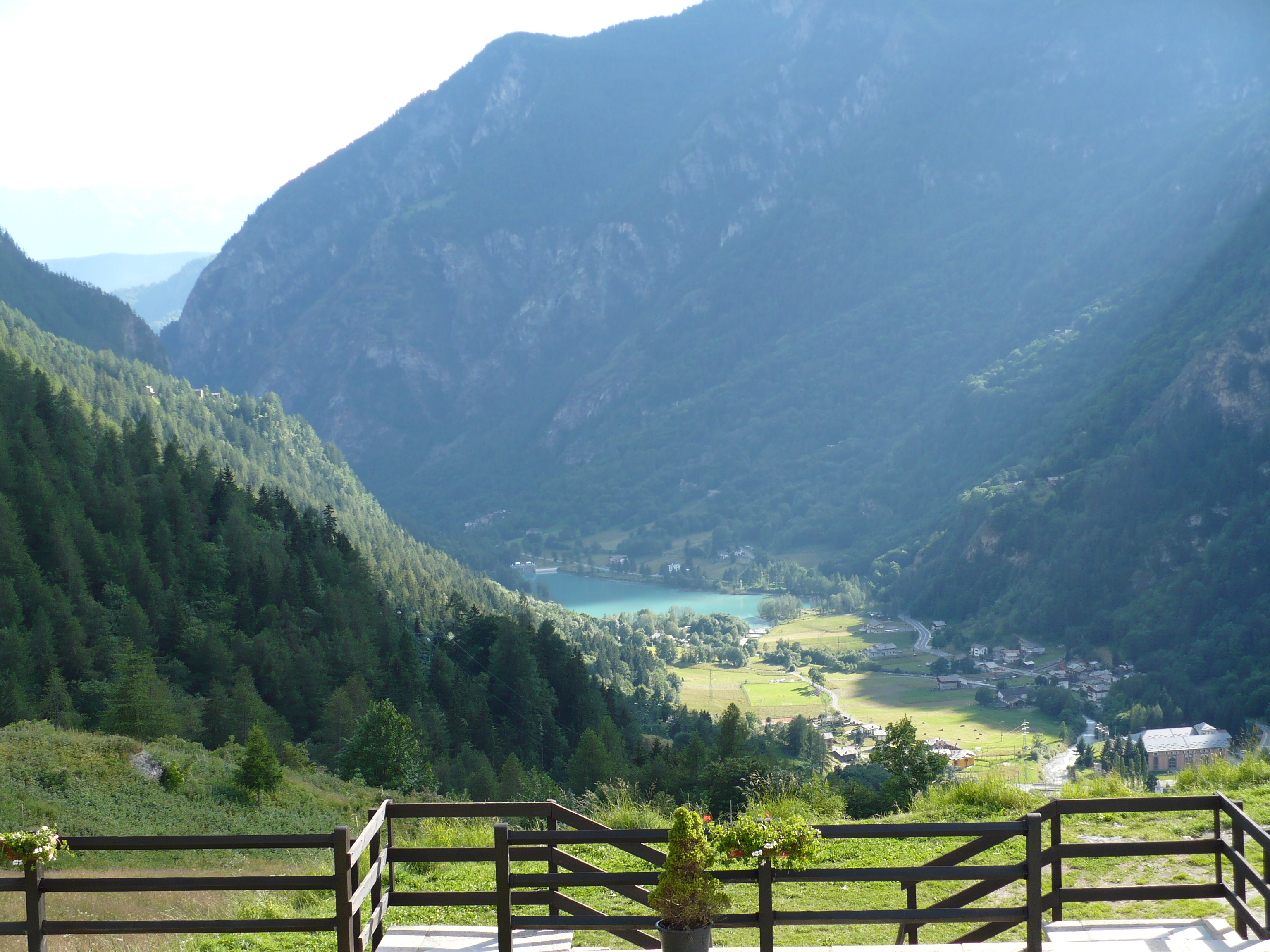
Озеро Маэн (фр. Lac de Maën), вид из Пакье (фр. Pâquier)
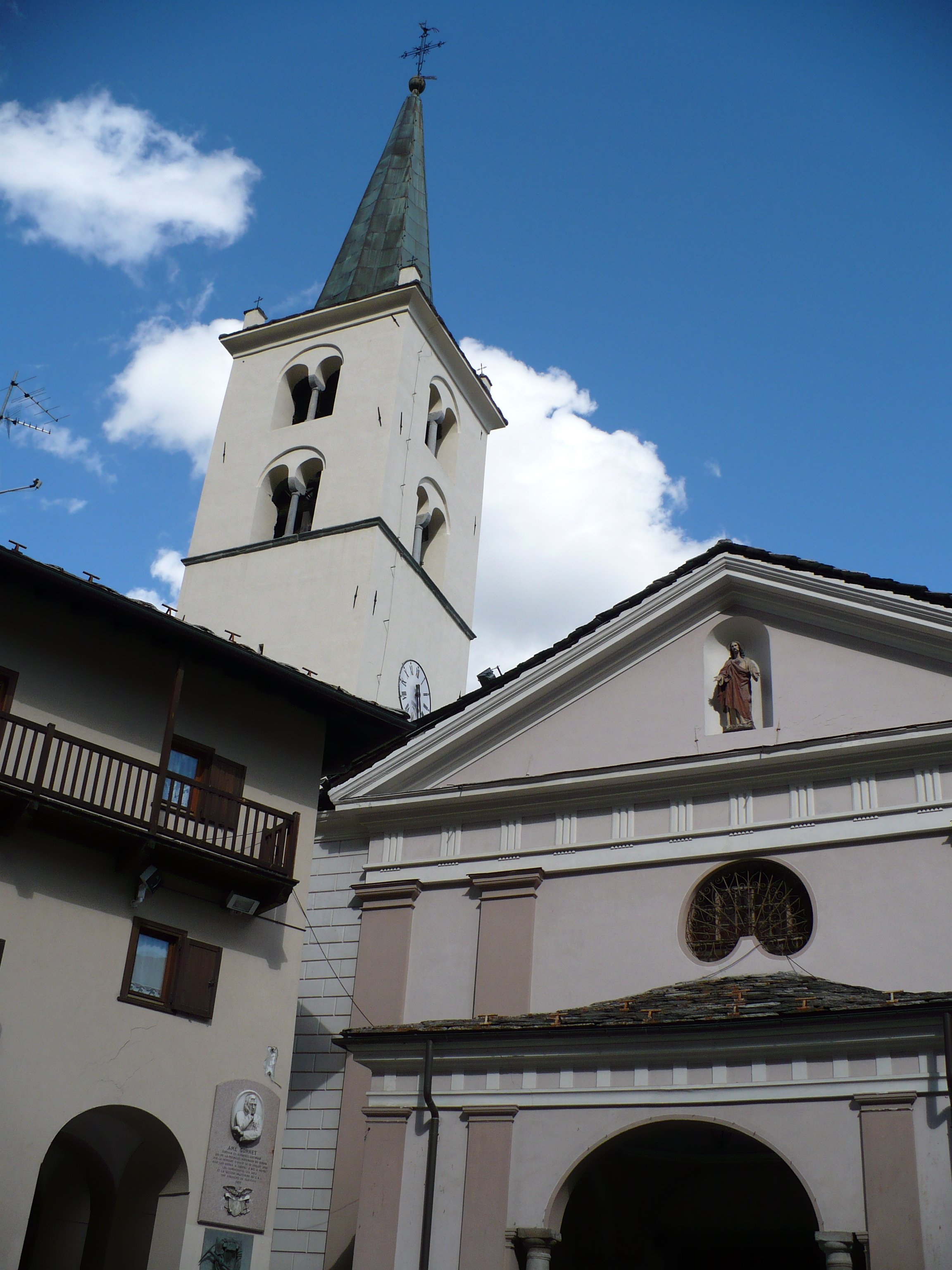
Пакье. Приходской храм. св.Антония